# Parafia św. Barbary w Czechowicach-Dziedzicach
Parafia Świętej Barbary – rzymskokatolicka parafia znajdująca się w Czechowicach-Dziedzicach. Należy do dekanatu Czechowice-Dziedzice w diecezji bielsko-żywieckiej.
Erygowana w 1982, budynek kościoła parafialnego w pobliżu KWK Silesia poświęcono 4 lipca 1992.